# Daniel Salzano
Daniel Nelson Salzano  (Córdoba, 22 de mayo de 1941 - ibídem, 24 de diciembre de 2014) fue un periodista, poeta y escritor argentino.

## Vida artística
Sus poemas fueron publicados en distintas revistas literarias: Barrilete, Mitos, Monólogos, Acento, El Lagrimal Trifurca, El Escarabajo de Oro, Horizontes y Crisis, así como en los diarios La Opinión, Clarín de Buenos Aires y Últimas Noticias de Venezuela.
Recibió múltiples premios y distinciones, como la Cruz de la Corte de la Real y Americana Orden de Isabel la Católica, otorgada por el Rey Juan Carlos I de España (2001), Ciudadano Ilustre y el Premio J.L. de Cabrera (1998). Fue reconocido por la Asociación Argentina de Críticos de Arte.
Durante sus últimos años realizaba la columna Quienes y Cuándo en el diario La Voz del Interior, matutino donde escribía desde 1968. Estos escritos solían estar acompañados por una o dos ilustraciones a cargo de uno de los dibujantes del diario, Juan Delfini.
Junto a Jairo compuso numerosos temas musicales, además fue autor y colaborador de obras teatrales como "Dale mis saludos a Córdoba", "Revolver", o "Fahrenheit", entre otras. Fue director del Cine El Ángel Azul, Sombras, el Centro Cultural España Córdoba y el CineClub Municipal Hugo del Carril de la ciudad de Córdoba (hasta el momento de su deceso). Fue un promotor de la cultura en su ciudad por lo que una escultura le recuerda en pleno centro de la Ciudad, frente a la Plaza San Martín, bebiendo un café cortado al revés en el Bar Sorocabana. 
Falleció el 24 de diciembre de 2014 a los 73 años. Fue velado en Córdoba.

## Obras

### Libros
Entre sus obras se destacan:
- 1969: Oh beibi !!
- 1975: Versos que escribí para que tocara Jelly
- 1982: El libro de Amador
- 1983: Flor de pasión
- 1989: No puedo dejar de quererte
- 1993: El alma que canta
- 1996: Los días contados
- 1999: El espadachín mayor de la ciudad
- 2003: El muchacho que no sabía llegar al fondo de las cosas
- 2005: Llévame volando a la luna
- 2008: Cincuenta de los grandes, Córdoba, Argentina. El Emporio Libro.
- 2013: Daniel Salzano y el deporte, (1) Biblioteca Salzano; Córdoba, Argentina. Recovecos
- 2013: Daniel Salzano y Córdoba (2) Biblioteca Salzano; Córdoba, Argentina. Recovecos
- 2013: Daniel Salzano y el arte (3) Biblioteca Salzano; Córdoba, Argentina. Recovecos
- 2013: Daniel Salzano y el mundo (4) Biblioteca Salzano; Córdoba, Argentina. Recovecos

### Discos compactos
- 1995: Córdoba dicha

### Obras de teatro
- 1993: Revólver
- 1998: Dale mis saludos a Córdoba
- 2000 /2010: Fahrenheit 451 (Junto a Giovanni Quiroga).